# Histoire de l'éducation (revue)
Pour l’article homonyme, voir Histoire de l'éducation.
Histoire de l’éducation est une revue française à comité de lecture, fondée en 1978 et rattachée à l’École normale supérieure de Lyon.

## Histoire

### La Commission puis le Service d’histoire de l’éducation (1970-1977)
L’histoire de la revue Histoire de l’éducation est intimement liée à celles du ministère de l'Éducation nationale et de l’INRP. En 1970, une Commission permanente d’histoire de l’éducation est créée au sein du ministère, afin de travailler au repérage et à l’exploitation des sources patrimoniales de l’éducation.
Elle est d’abord dirigée par une suite de hauts fonctionnaires mais en 1977, à la demande de René Haby, le dernier d’entre eux, Guy Caplat, organise son transfert dans l’INRP sous la forme originale d’un laboratoire de service. Sous l’appellation de « Service d’histoire de l’éducation », et sous la direction scientifique de Pierre Caspard, cette structure est chargée d’« étudier et de mettre en œuvre toute mesure tendant à promouvoir la recherche en histoire de l’éducation ».

### Création de la revue
C’est pour répondre à cet objectif qu’Histoire de l’éducation est créée en 1978 par Pierre Caspard, qui la dirigera jusqu’en 2010. Elle consacre d’abord la plus grande place à des bibliographies, des bulletins critiques, des comptes rendus, des informations scientifiques.
Elle est alors éditée en partenariat avec l’éditeur Economica, avant que l’INRP ne se dote d’un service des publications propre, en 1982. À cette date, la diffusion payante de la revue représente 660 exemplaires, adressés notamment à des bibliothèques universitaires françaises et étrangères, des dépôts d’archives, des centres de formation et de documentation pédagogique, mais aussi près de 300 particuliers.

### Évolutions de la ligne éditoriale
Tout en conservant son appellation de « Service d’histoire de l’éducation », le laboratoire devient, entre 1989 et 2004, une unité de recherche associée au Centre national de la recherche scientifique(URA 1397), dans la section « Formation du monde moderne. Lorsque l’INRP est localisé à Lyon, en 2003, le SHE s’associe également au Département d’histoire de l’École normale supérieure. Cette évolution infléchit celle de la revue elle-même qui, de bulletin qu’elle était à l’origine, se donne un contenu éditorial se rapprochant de celui des revues d’histoire universitaires classiques. À la fin des années 1980, son comité éditorial devient majoritairement composé d’enseignants-chercheurs extérieurs au SHE et à l’INRP.

### La revue depuis 2011
En 2010, l’INRP est dissout et ses missions sont transférées à l’École normale supérieure de Lyon, au sein de l’Institut français de l'éducation, créé en 2011. Le SHE y est intégré au 1er janvier 2011. Créé en 2012, l’axe « Histoire de l’éducation » du Laboratoire de recherche historique Rhône-Alpes, est l’héritier du SHE ; il s’élargit ultérieurement en axe « Savoirs ».

## Contenu éditorial
Entre 1978 et 2003, la revue a publié plus de 200 articles, dont 20 % sont des bilans historiographiques, établis par thème, par période ou par pays. Le tiers des articles portent sur l’histoire des disciplinaires scolaires, un autre tiers sur l’histoire institutionnelle de l’enseignement. Les autres s’intéressent principalement aux populations étudiantes et enseignantes, à l’éducation non scolaire, à l’histoire des idées et courants pédagogiques.
Sur la même période, près d’un millier de comptes rendus d’ouvrages, non compris ceux recensés dans les bulletins critiques thématiques, ont été publiés, couvrant une proportion significative de la production française, voire internationale, du champ.
De 1978 à 2006, un numéro double a été consacré à une bibliographie exhaustive des publications en Histoire de l'éducation en France.